# Lopik
Lopik este o comună și o localitate în provincia Utrecht, Țările de Jos. 

## Localități componente
Benschop, Cabauw, Jaarsveld, Lopik, Lopikerkapel, Polsbroek, Polsbroekerdam, Uitweg, Willige Langerak, Zevender.